# Huelet Benner
Huelet Leo "Joe" Benner, född 1 november 1917 i Paragould i Arkansas, död 12 december 1999 i Tampa i Florida, var en amerikansk sportskytt.
Han tävlade i olympiska spelen 1948, 1952 samt 1956. Han blev olympisk guldmedaljör i fripistol vid sommarspelen 1952 i Helsingfors.